# مقنعو الخير
مقنعوا الخير (بالإنجليزية:Combo  Niños) هو مسلسل رسوم متحركة فرنسي، من إنتاج شركة سي آي بي أنيمشن بالتعاون مع جيتكس أوروبا و تي أف 1 يستهدف الجمهور من 6 إلى 10 سنوات، ويتكون من 26 حلقة، تمت دبلجة المسلسل للغة العربية وعرض على قناة ام بي سي 3

## روابط خارجية
- مقنعو الخير على موقع IMDb (الإنجليزية)

- Página Oficial en Disney XD